# Eralea
Eralea is een geslacht van vlinders uit de familie prachtmotten (Cosmopterigidae).

## Soorten
- E. abludius Hodges, 1978
- E. albalineella (Chambers, 1878)
- E. striata Hodges, 1962